# NGC 7492
NGC 7492 es un cúmulo globular en la constelación de Acuario.
Es un cúmulo periférico de la Vía Láctea, a 81.200 años luz del centro galáctico y a 84.000 años luz de la Tierra. Por su distancia tan alejada es difícil resolverlo en estrellas, la más brillante de ellas de magnitud 15,5. Es uno de los cúmulos menos densos (clase XII) y carece de núcleo central. Se acerca a nosotros a razón de 208 km/s.
Fue descubierto por el astrónomo William Herschel en 1786.